# Manifestazione multisportiva

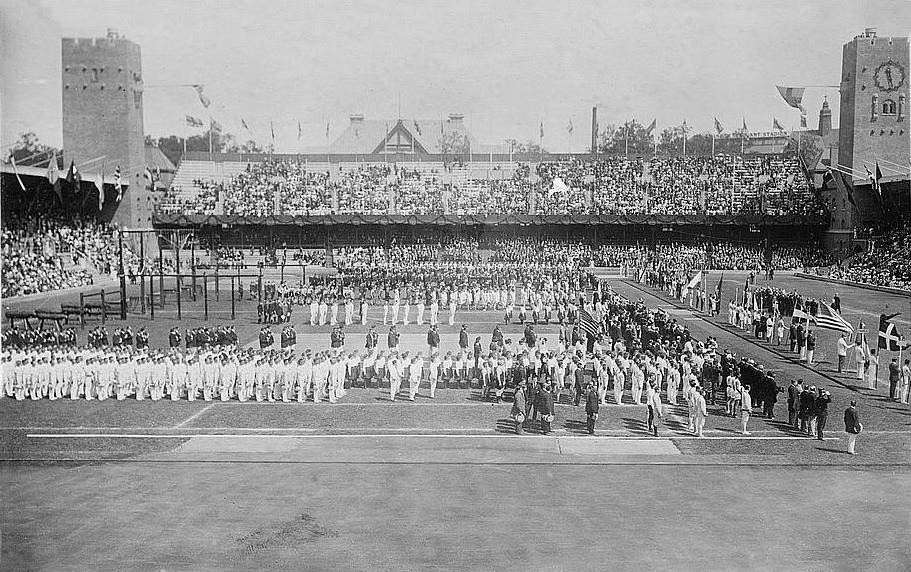
La cerimonia di apertura dei Giochi olimpici di.

Una manifestazione multisportiva è un evento sportivo, generalmente disputato nell'arco di una settimana o più, nel quale sono presenti più sport nel programma. Tipici esempi di manifestazioni multisportive sono i Giochi olimpici ed i Giochi mondiali.

## Principali manifestazioni multisportive
- Olimpiadi
- Paralimpiadi
- Giochi olimpici giovanili
- Universiadi
- Giochi del Commonwealth
- Giochi europei